# Éditions Érick Bonnier
Pour les articles homonymes, voir Bonnier.
Ne doit pas être confondu avec Bonnier (éditeur).
 (juin 2017).
Les éditions Érick Bonnier sont une maison d'édition française fondée en 2010. Elle se donne comme mission la diffusion d’une meilleure connaissance des mondes arabo-musulmans.

## Historique
Le fondateur est Érick Bonnier, d’abord reporter-photographe international ayant travaillé pour Paris Match, Newsweek ou National Geographic. Il est aidé par son père, le romancier et critique littéraire Henry Bonnier, qui participe à la sélection des manuscrits de romans.
Comme il est aussi l’élève de Dominique Sourdel (Islam médiéval) et auditeur à la chaire d’Hélène Ahrweiler (Histoire de Byzance) à l’université Paris-Sorbonne, il rapporte de ses voyages la conviction que des textes comme ceux d’Ibn Battûta, d’Ibn Jobayr et de Marco Polo sont des clés pertinentes pour comprendre l’actualité. D’où son désir de porter à la connaissance du public français romans, romans historiques, essais géopolitiques et biographiques, ouvrages de spiritualité et du dialogue des religions, et d’ouvrir ses portes à la controverse et la liberté de ton.
Érick Bonnier fonde d'abord les éditions Koutoubia, adossées au groupe Alphée, avant de créer une maison indépendante nommée d'abord Encre d'Orient et qui porte à présent son nom.

## Catalogue
Le catalogue s’articule sur quatre collections : « Encre d’Orient », « Petits Lexiques », « Les Essais et documents » et « Nourritures ». On trouve en hors-collection un volume du fonds du grand poète inspiré Khalil Gibran (Le Prophète, 2011/2016 et Orages, 2011/2017) revivifié grâce à l’adaptation très contemporaine d’Oumayma Arnouk el-Ayoubi]. Ainsi que deux recueils de nouvelles d’Akram Belkaïd (Pleine Lune sur Bagdad, 2017) et Christian Moguerou (Journal d’un mâle poli, 2017).
Après un rythme de publications annuelles de 15 titres, l’année 2017 en comptera 40.

## Les collections

### Encre d’orient

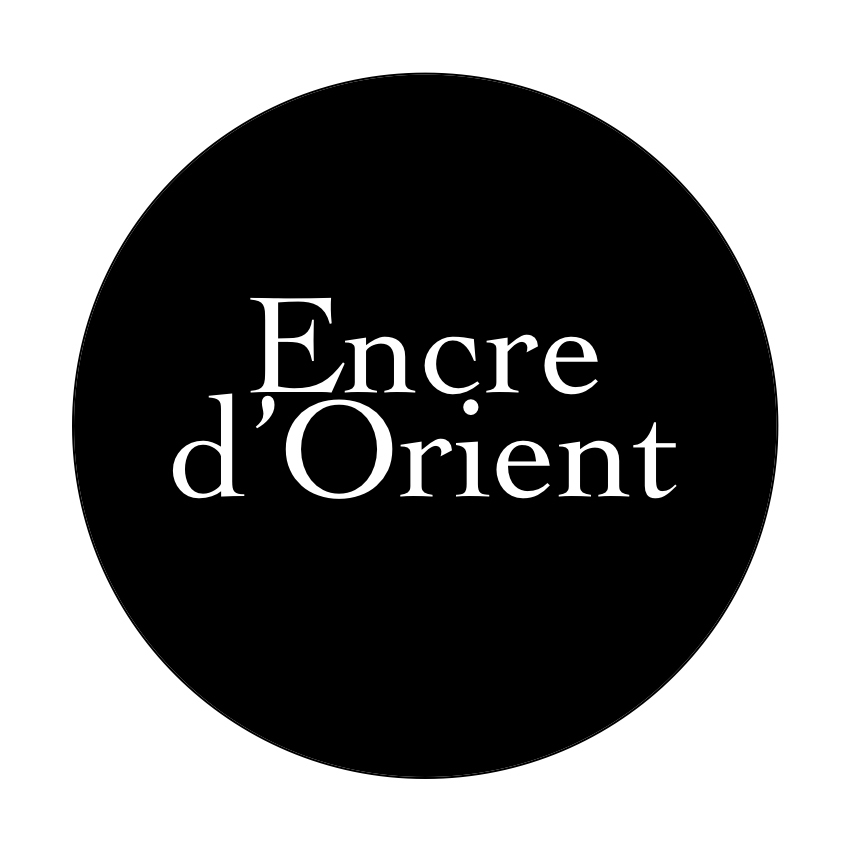
Logo de la collection.

La collection « Encre d’Orient » publie des romans d'auteurs français et étrangers.
Ces derniers sont essentiellement traduits de l'arabe : May Menassa, Sous l’ombre du grenadier, 2012 (Liban, traduction d’Antoine Jockey) ; Mohamed Khamis, Tout le monde n’a pas la chance d’avoir un fin heureuse, 2017 (EAU, traduction de Nesrine Briki) ; Hachim Al-Sayed, Racines d’une vie (Qatar, traduction de Zina Tchaf) ; Maya El Hajj, Burkini, 2017 (Liban, traduction d’Antoine Jockey).
Son catalogue présente des auteurs connus, comme Mohamed Sifaoui (Al-Qaïda Maghreb islamique, 2010), Philippe Rochot (Reportages pour mémoire, 2015), Boutros Boutros-Ghali, Hasni Abidi, Pierre Santini (Le but, c’est le chemin, 2015), le Padre van der Hoff, Myriam Antaki (La Rue de l’Ange, 2015). Des préfaciers prestigieux s’associent aussi aux publications : Jacques Chirac, Salah Stétié, Jean-Paul Mari, Olivier Weber, Alain Louyot.
Elle forge aussi sa réputation sur la découverte de primo-romanciers dont certains furent primés, tels Dalila Bellil (Nos pères sont partis, 2011, Prix Méditerranée 2012 du premier roman), Fabienne Le Houérou (Quartier 4 et demi, 2012, Prix de l’Académie des Jeux Floraux de Toulouse), Alain de Savigny (La Trilogie de la Saga Yatagan : La Reine des fleurs ; Le Sultanat des femmes ; Les Favorites du renégat), Siwar al-Assad (À cœur perdu, 2012 ; Le Temps d’une saison, 2015), Marie-Christine Saragosse (Temps ensoleillé avec fortes rafales de vent, 2012).
Depuis janvier 2017, c’est ainsi Saïd Ghazal (La Langue oubliée de Dieu), Franck Lucas (Un monde sans moi), Merwann Abboud-Wazir (Huis clos avec Bachar el-Assad), Véronique Sedro (Pharaons et voleurs), Marie de Douhet (Kaboul Chicken), Maxime Abolgassemi (Nuit persane), Philippe Fenollosa (La Belle Ingrate) qui enrichissent le catalogue.

### Petits Lexiques
À l’heure où menace le risque de ne plus parler le même langage, la collection des « Petits Lexiques » se donne pour but de revenir au sens des mots, afin de permettre les conditions d’un vrai dialogue : Petit lexique pour comprendre l’islam et islamisme (Hasni Abidi, 2015), Petit lexique pour comprendre les chrétiens d’Orient (Jean-Michel Cadiot, 2016), Petit lexique pour comprendre l’orthodoxie (Michel Laroche, 2017), Petit lexique pour comprendre le judaïsme et le sionisme (Philippe Haddad, 2017), Petit lexique pour comprendre la qualité alimentaire et les labels (Kilien Stengel, 2018).

### Les Essais et documents
Avec leur connaissance de terrain, les éditions Érick Bonnier s’attachent aussi à aborder les thématiques géopolitiques d’actualité. Christophe Oberlin fonde ainsi le domaine palestinien à travers trois ouvrages : Gaza au carrefour de l’Histoire, de Gerald Butt, qu’il traduit en français, 2011 ; La Vallée des fleurs, 2013 et Chrétiens de Gaza, 2017.
Des livres biographiques paraissent aussi sur des grandes figures du monde arabe et annexe : László Liszkai (Kadhafi, du réel au surréalisme, 2011 ; Le Monde selon Carlos, 2017), Caroline Daviron (Jean Genet, une passion méditerranéenne, 2010), Mohamed Sifaoui (Bouteflika, ses parrains et ses larbins, 2011), Hélène Pilar-Surgers (Le Jardin de Massoud, 2011), Jean-Marie Quéméner (Docteur Bachar, Mister Assad, 2011), Régis Le Sommier (David Petraeus, un beau jour dans la vallée du Tigre, 2012), Alain Dejammet (Boutros Boutros-Ghali, une histoire égyptienne, 2015).
Et aussi des documents sur les ethnies religieuses avec un reprint de Joachim Menant (1896) préfacé par Gilles Munier (Les Yézidis, ceux qu’on appelait les Adorateurs du Diable, 2014), Abdallah Naaman (Les Alawites, histoire mouvementée d’une communauté mystérieuse, 2017). Et des essais spécialisés en géopolitique avec Hasni Abidi (Où va le monde arabe ?, 2012 ; Monde arabe, entre transition et implosion, 2015 ; Moyen-Orient, le temps des incertitudes, 2017), Clarence Rodriguez (Arabie saoudite 3.0, 2017), Olivier d’Auzon (La Revanche de Poutine, 2017), Sébastien Boussois (Homère réveille-toi, ils sont devenus fous !, 2016), Gilles Munier (Les Espions de l’or noir, 2011).
Des regards avertis viennent apporter de multiples éclairages sur le fait religieux en terre d’Islam. L’islamologue Moulay-Bachir Belqaïd avec plusieurs essais (Le Voile démasqué, 2014 ; L’amour en islam, entre enchantement et étouffement, 2015 ; Réflexions sur la laïcité arabe, 2017), comme le poète-théologien Khaled Roumo (Le Coran déchiffré selon l’Amour, 2015 ; L’Enfant voyageur, 2017 ; Quand s’exhale ton parfum, 2017).

### Nourritures
Prolongeant Le Manifeste des pauvres du Padre van der Hoff (2010), une nouvelle collection « Nourritures » dénonce les dérives de nos sociétés contemporaines dans l’agro-alimentaire et les comportements s’y référant. Lancée avec Emmanuel Rubin, critique gastronomique du Figaroscope, la collection s’est ouverte par Main basse sur les fromages AOP, comment les multinationales contrôlent nos appellations (Véronique Richez-Lerouge, 2017). Haché Menu (Emmanuel Rubin, 2017) est le deuxième volume.